# Rock Creek (Minnesota)
Rock Creek és una població dels Estats Units a l'estat de Minnesota. Segons el cens del 2000 tenia 1.119 habitants.

## Demografia
Segons el cens del 2000, Rock Creek tenia 1.119 habitants, 389 habitatges, i 301 famílies. La densitat de població era de 10,1 habitants per km².
Dels 389 habitatges en un 37,8% hi vivien nens de menys de 18 anys, en un 66,3% hi vivien parelles casades, en un 6,7% dones solteres, i en un 22,4% no eren unitats familiars. En el 15,7% dels habitatges hi vivien persones soles el 5,4% de les quals corresponia a persones de 65 anys o més que vivien soles. El nombre mitjà de persones vivint en cada habitatge era de 2,88 i el nombre mitjà de persones que vivien en cada família era de 3,24.
Per edats la població es repartia de la següent manera: un 30,5% tenia menys de 18 anys, un 7% entre 18 i 24, un 28,4% entre 25 i 44, un 24,2% de 45 a 60 i un 9,9% 65 anys o més.
L'edat mediana era de 36 anys. Per cada 100 dones de 18 o més anys hi havia 109,1 homes.
La renda mediana per habitatge era de 45.000 $ i la renda mediana per família de 48.482 $. Els homes tenien una renda mediana de 33.523 $ mentre que les dones 20.391 $. La renda per capita de la població era de 17.281 $. Entorn del 6,8% de les famílies i l'11,5% de la població estaven per davall del llindar de pobresa.

## Poblacions més properes
El següent diagrama mostra les poblacions més properes.